# 더 와이엇 패밀리

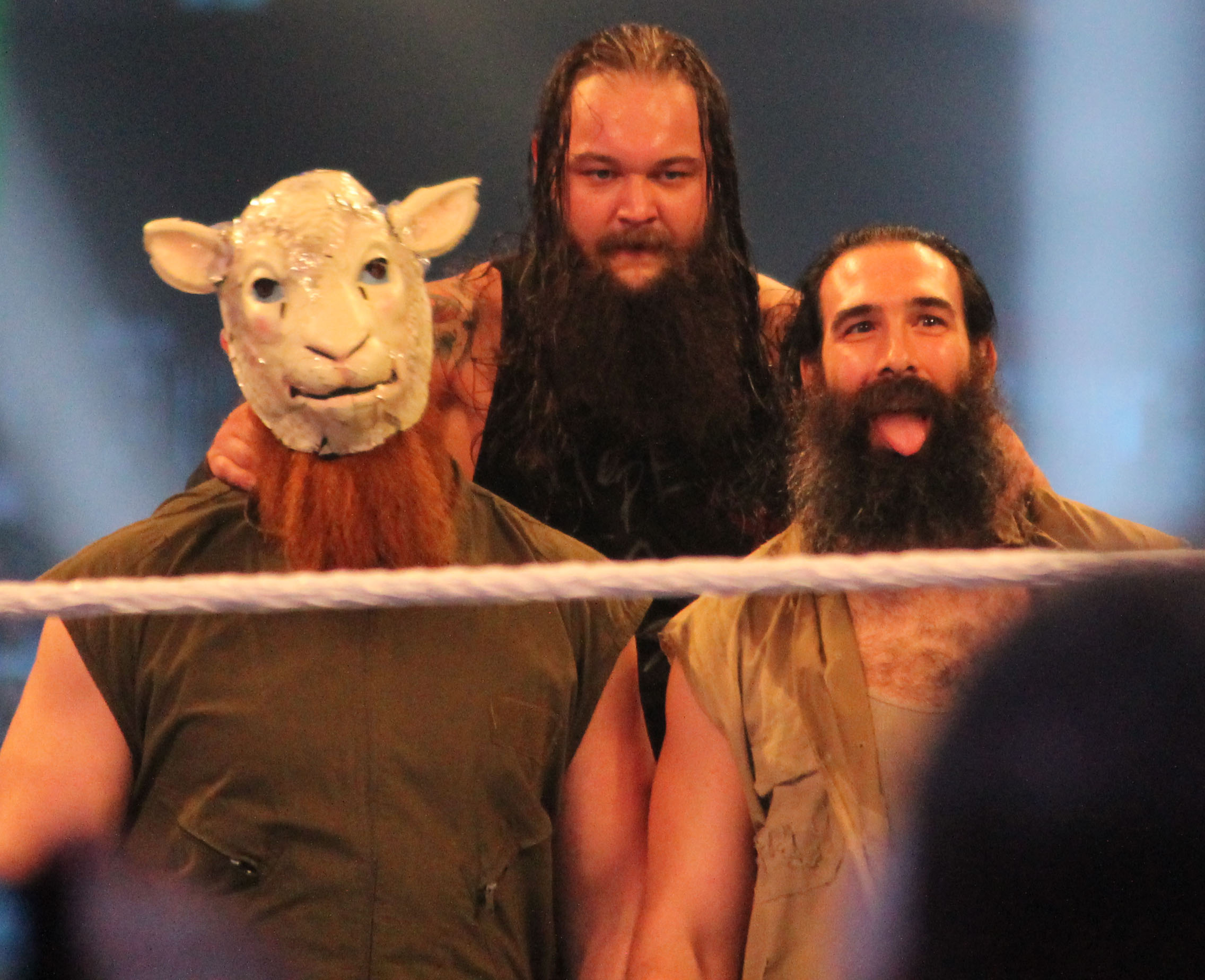

와이어트 패밀리(Wyatt Family)는 맨처음 2013년 1월 9일날 WWE NXT에서 건너왔다 그 당시 태그팀 상대는 미들 카터 요시 타츠 & 퍼시 왓슨이라는 상대를 했다. 2013년 6월 5일 WWE NXT에서 WWE NXT 태그팀 챔피언이 되었다. 그리고 2013년 7월 8일 WWE Raw에서 크리스천의 경기가 끝나고 에릭 로완, 브레이 와이어트, 루크 하퍼랑 같이 케인을 폭행을 하면서 등장을 했다. 다소 호러틱한 기믹으로 등장을 한다. 그리고 2013년 7월 18일 WWE NXT중에서 WWE NXT 태그팀 챔피언을 잃게 된다. 2013년 7월 ~ 8월까지는 케인이랑 대립을 하다가 끝내 와이어트가 이기게 된다. 브라운 스트로우먼이 새로운 멤버로 영입되었다. (로완이 흰색 양가면을 쓰고 있었느데 스트로우먼은 검은색 양가면을 쓴다.) 로완이 복귀하면서 4인조 체제로 개편된다. 브라어운 스트로우먼이 혼자 WWE Raw 소속이 되면서 탈퇴를 하게 된다. 대립 중이던 랜디 오턴이 새로운 멤버로 합류한다. 그리고 2016년 12월 WWE TLC에서 히스 슬레이터 & 라이노와 상대로 붙어 스맥다운 태그팀 챔피언쉽 매치에 승리하여 생애 처음으로 챔피언벨트를 갖게되었고 12월 27일 진행되었던 WWE 스맥다운에서 아메리칸 알파에게 경기를 내주면서 벨트마저 잃게되었다. 2017년 루크 하퍼가 먼저 탈퇴하고 랜디 오턴마저 탈퇴하면서 사실상 2차 해체를 맞이했고 에릭 로완이 부상에서 돌아오면서 2인조로 재결성하게 되는가 싶더니 와이어트가 2017년 4월 10일 RAW로 가버리면서 해체를 맞이한다.

## 역대 멤버
| 역대 멤버들       | 날짜                          |
| ----------------- | ----------------------------- |
| 브레이 와이엇     | 2012년~2014년 2015년 ~ 2017년 |
| 루크 하퍼         | 2012년~2014년 2015년 ~ 2017년 |
| 에릭 로완         | 2012년~2014년 2015년 ~ 2017년 |
| 브라운 스트로우먼 | 2015년 ~ 2016년               |
| 대니얼 브라이언   | 2014년                        |
| 랜디 오턴         | 2016년 ~ 2017년               |

## 프로레슬링
- 프로레슬링 기술

- - 브레이 와이엇
    - 시스터 아비게일(스윙 리버스 STO)

- - 루크 하퍼
    - 디스쿠스 크로스라인, 트럭스톱(스피닝 사이드 슬램)

- - 에릭 로완
    - 런닝 스플래쉬, 웨이스트 리프트 싯아웃 사이드 슬램, 풀 넬슨 슬램

- - 브라운 스트로우먼
    - 리프팅 암 트라이앵글 초크, 요코스카 커터

- - 랜디 오턴
    - RKO(점핑 커터)

- - 다니엘 브라이언
    - YES 락(오모플라타 크로스페이스), 런닝 싱글 레그 하이니

## 공식 탈퇴 멤버
- 대니얼 브라이언
- 루크 하퍼
- 랜디 오턴
- 브라운 스트로우먼